# Toyota TownAce
Der Toyota TownAce ist ein vom Toyota LiteAce abgeleiteter Kleintransporter von Toyota. Es wird seit 1976 in Asien als die höherwertige Ausstattung, mit anderen Motoren oder rein als Minivan-Version des LiteAce mit teilweise unterschiedlicher Karosserie produziert. Außerhalb Asiens wurden nur die Minivan-Versionen unter anderen Namen angeboten.

## Toyota TownAce I, Toyota Van Wagon und Daihatsu Delta Wagon (1976–1982)
Der Toyota TownAce I (Karosserie-Code CR21) wurde im Oktober 1976 als 7/8-sitziger Wagon (Minivan) als Truck (Pritschenwagen) und Van (Kastenwagen und Kombi) in Japan eingeführt. Er basierte auf dem Toyota LiteAce, mit dem er die gleichen Vorder- und Schiebetüren hatte und ersetzte den Toyota MiniAce. Dieser wurde zuletzt fast nur in der Minivan Version von Privatkunden gekauft, bzw. die kommerziellen Versionen außerhalb Asiens. Deswegen lag der Schwerpunkt der Entwicklung auf eine höherwertige Minivan Version des LiteAce und die kommerziellen Versionen entsprachen daher bis auf die Frontgestaltung und Armaturenbrett dem LiteAce.
Angetrieben wurde der TownAce vom 1,2L 3 K-J, 1,6L 2T-J und 1,6L 12T-U Benzinmotor in Mittelmotorbauweise, der sich unter den Vordersitzen befand, mit Frontantrieb und 4-Gang-Lenkradschaltung.
Ab Oktober 1978 ersetzte der U13-T mit 1800 cm³ den U12-T und der 4K-J mit 1300 cm³ den 3K-J, um die verschärften Abgasvorschriften einhalten zu können. Eine Überarbeitung des Federungssystems brachte ein verbessertes Handling und Stabilität. Die Van-Version „Super Extra“ wurde eingeführt, mit Radialreifen und einem manuellen Schiebedach in der Fahrzeugmitte sowie erhöhtem Dach mit 1990 mm.
Im Oktober 1979 erfolgten kleinere Veränderungen der Front und Karosserie bzgl. Lärmminderungsmaßnahmen. Das Armaturenbrett wurde überarbeitet und es gab eine neue Farbe. Dies alles sollte mehr PKW-Komfort vermitteln. Der Super Extra wurde zum „Super Custom“.
Im Dezember 1980 erfolgten umfassende Überarbeitungen aufgrund der starken Konkurrenz durch den 1979 eingeführten Datsun Vanette Coach und dem Verkaufsstart in Nordamerika als Toyota Van Wagon. Statt Rundscheinwerfern erhielt der Van nun zwei rechteckige Scheinwerfer. Zusätzlich zur Lenkradschaltung war nun optional ein 5-Gang-Knüppel-Schaltgetriebe und ein 3-Gang-Automatikgetriebe erhältlich. Eine neue Vorderradaufhängung mit Stabilisator sorgte für verbesserte Fahrstabilität. Servolenkung und elektrische Außenspiegel waren nun ebenso erhältlich wie eine Klimaanlage. Das Schiebedach konnte nun elektrisch betrieben werden.
Ab Februar 1982 war der Canyon mit „Sun & Moon Dach“ (ähnlich GMC Vandura), Etagenbetten und elektrischen Vorhängen erhältlich.

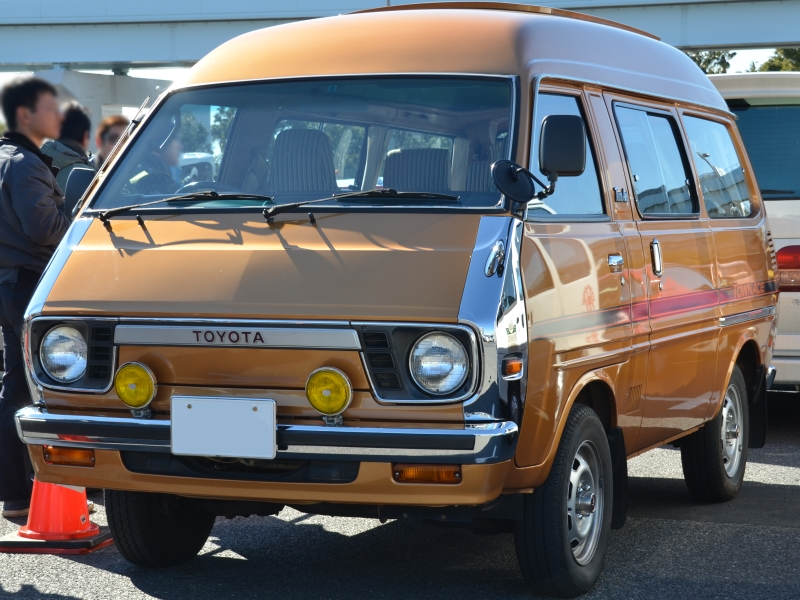
TownAce Super Extra
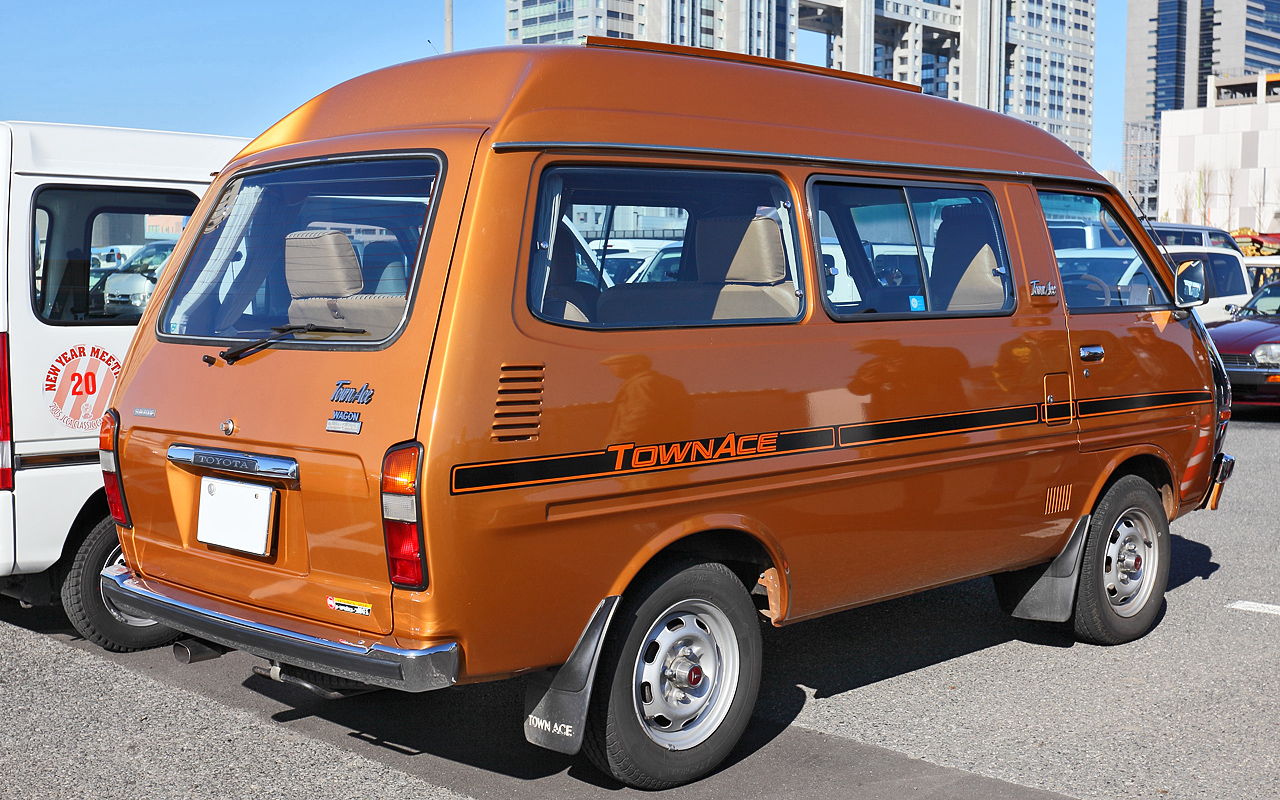
Heckansicht
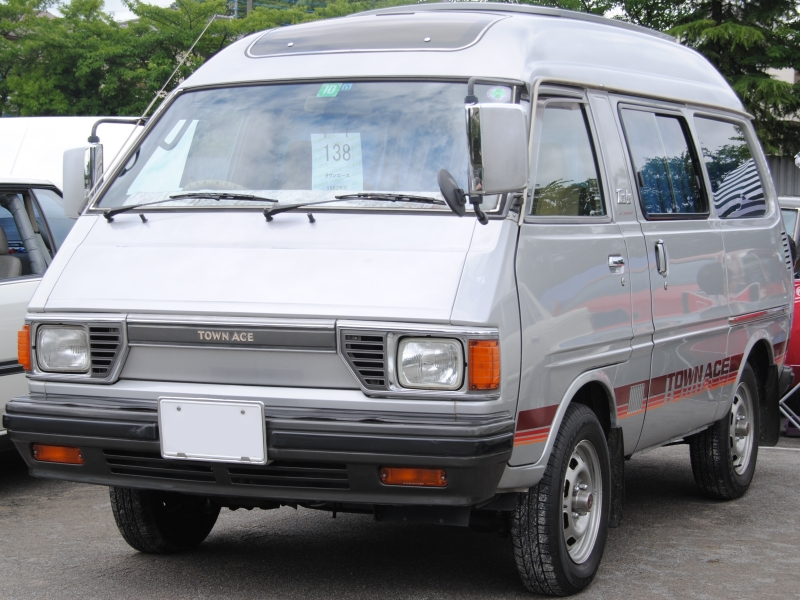
TownAce Super Custom/Toyota Van Wagon

## Toyota TownAce II, Toyota MasterAce, Toyota Van, Toyota Tarago, Toyota Model F, Toyota Space Cruiser und Daihatsu Delta Wagon (1982–1992)
Im November 1982 erfolgte die Einführung des Townace II, nur noch als Van, der auf der Plattform des Toyota Liteace II aufbaute. Jedoch hatte er eine andere Karosserie, Innenraum und Hinterradantrieb. Im Gegensatz zum LiteAce Kombi/Kleinbus war die Heckscheibe etwas höher positioniert. Der TownAce war nun sozusagen der Van der LiteAce Baureihe und wurde daher nun in Japan zum Toyota MasterAce. Motoren waren nun die 2TY-U mit 1800 cm³ und 3TY mit 2000 cm³ Benzinmotoren mit Viergang-Lenkradschaltung. Optional gab es nun ein Viergang-Automatikgetriebe für die Benzinmotoren. Erhältlich war nun erstmals ein Dieselmotor Typ 1C (1800 cm³), der aus dem Toyota Corolla stammte, mit serienmäßigem Fünfgang-Schaltgetriebe. Nach Nordamerika wurde er von nun an als Toyota Van mit den Benzinmotoren inklusive serienmäßigem Automatikgetriebe vertrieben. Nach Europa wurde er als Toyota Model F  exportiert (in Ländern mit Linksverkehr wie dem Vereinigten Königreich als Toyota Space Cruiser). Jedoch gab es ihn hier nur in den großen Märkten – in Österreich z. B. gab es das Modell nicht – und nur mit den Benzinmotoren mit serienmäßigem Fünfgang-Schaltgetriebe. Die Variabilität im Passagierraum war deutlich verbessert und die Serienausstattung erhöht worden. So gab es z. B. eine Dualklimaanlage, zwei Schiebedächer, Digitaluhr, ein Radio, Nebelscheinwerfer, einen Drehzahlmesser, Zentralverriegelung und elektrische Fensterheber sowie auf Wunsch getönte Scheiben im hinteren Teil. Das Leergewicht wird mit 1380 kg angegeben.
- 1984 startete der Verkauf als Toyota Tarago in Australien.
- Im August 1985 erfolgte eine Überarbeitung im Innenraum und an der Front. Der 2,2-l-YR21-Benzinmotor ersetzte den 3TY in Nordamerika und Europa. Der 2C-Diesel erhielt einen Turbolader und wurde zum 2C-T.
- Ab Oktober 1985 war Allradantrieb optional in Japan erhältlich.
- Ab August 1986 wurde eine Verbundglasscheibe verbaut.
- Im September 1987 wurde der 2,2 l YR31 mit Katalysator und 73 kW in Europa optional angeboten. In Nordamerika serienmäßig, dort war nun auch optional Allradantrieb erhältlich. Dieser wie die Dieselmotoren war in Europa nicht erhältlich, um dem Toyota LiteAce nicht Konkurrenz zu machen. Es wurden daher viele MasterAce auf dem freien Markt nach Großbritannien importiert. Eigentümer von Grauimportfahrzeugen in Großbritannien sahen sich hauptsächlich zwei Problemen gegenüber: das alternde Kühlsystem des Fahrzeuges sowie fehlende Betriebsanleitungen und andere Unterlagen in englischer Sprache für durchzuführende Reparatur- und Wartungsarbeiten. Toyota GB unterstützte sie mit Ersatzteilen, verfasste eine englische Betriebsanleitung (RM025E) und einen Werkstattleitfaden für den 2CT-Dieselmotor und importierte Betriebsanleitungen und Werkstattleitfäden für das Allradmodell aus Australien.
- Im August 1988 erfolgte ein Facelift mit Änderungen der Front und Instrumententafel. Der 2,2-l-YR21 entfiel.
- 1990 wurde der Van II, der Tarago und das Model F (Space Cruiser) durch den Toyota Estima abgelöst, welcher in Nordamerika und Europa Previa hieß und in Australien ebenfalls Tarago genannt wurde.

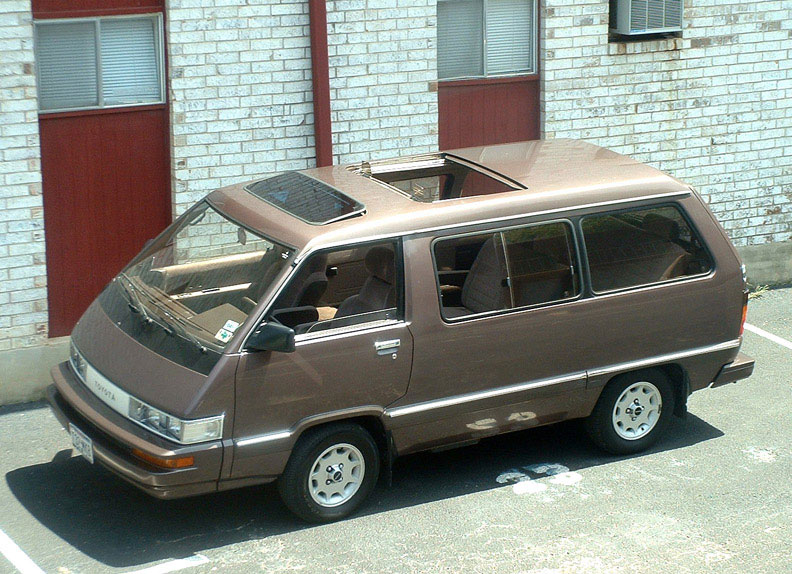
Facelift 1985
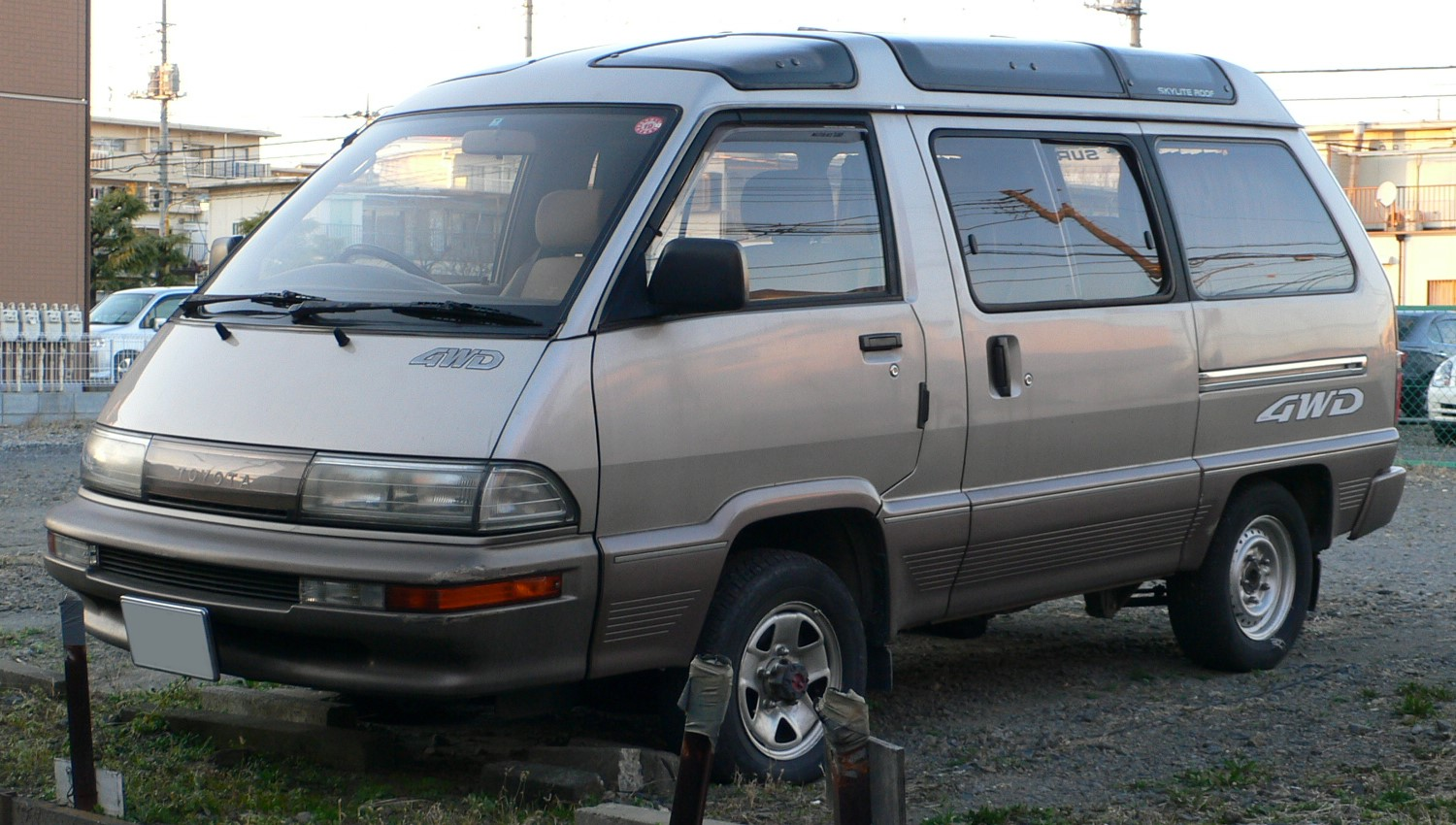
Facelift 1988

## Toyota TownAce III Asien Kleinbus/Kastenwagen 1986–1992, Truck 1986–1999
Ab 1986 wurde in Asien der Toyota LiteAce III wieder mit höherwertiger Ausstattung auch als TownAce angeboten. Während der Truck dem LiteAce entsprach, waren die Kleinbus/Kombi und Kastenwagenmodelle vom MasterAce abgeleitet.
Die Kleinbus/Kombi und Kastenwagen Modelle wurden 1992 durch das neue Modell ersetzt, während der Truck wie sein LiteAce Pendant bis 1999, mit leichtem Facelift an der Front 1996, weiter produziert wurde.

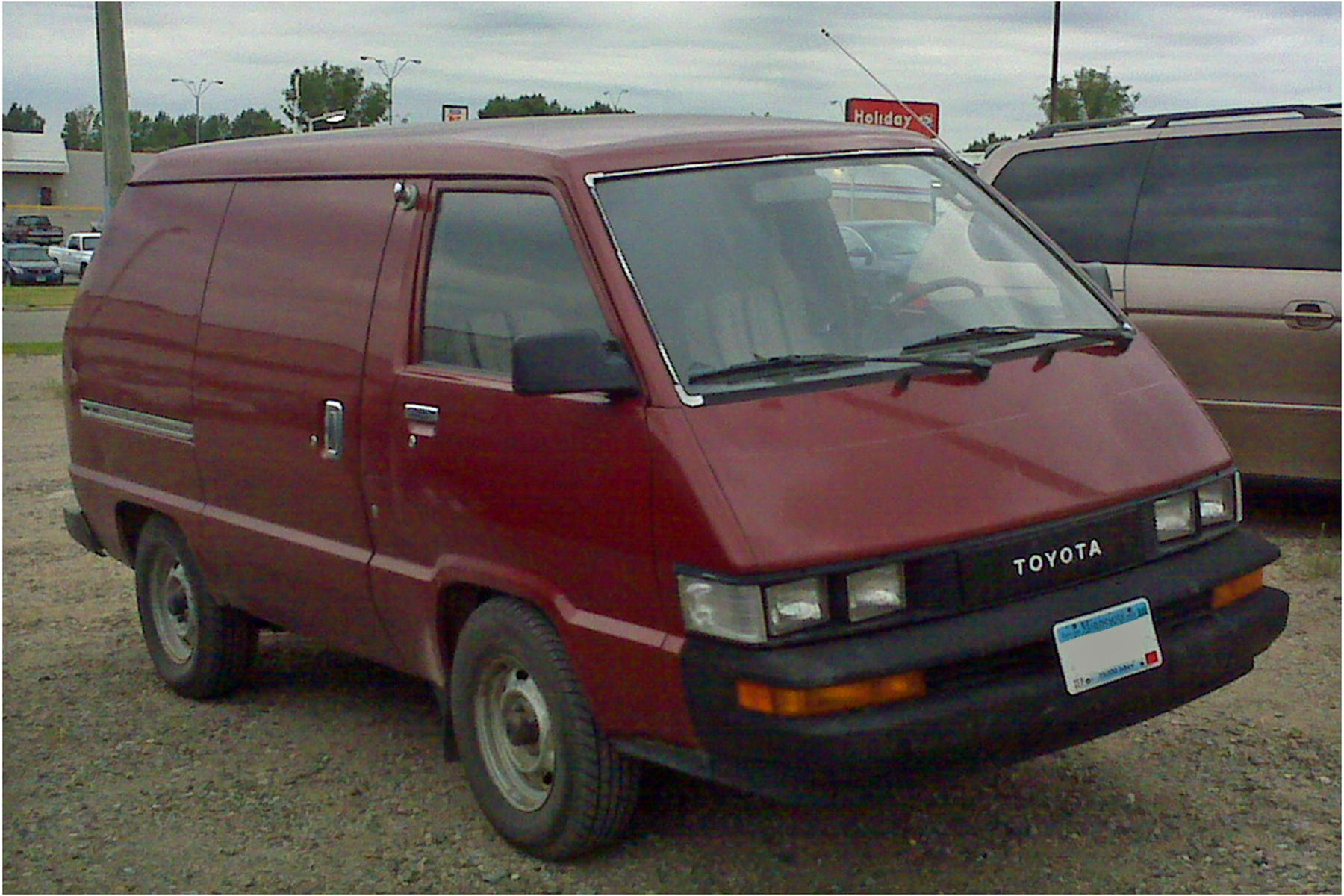
TownAce III Van
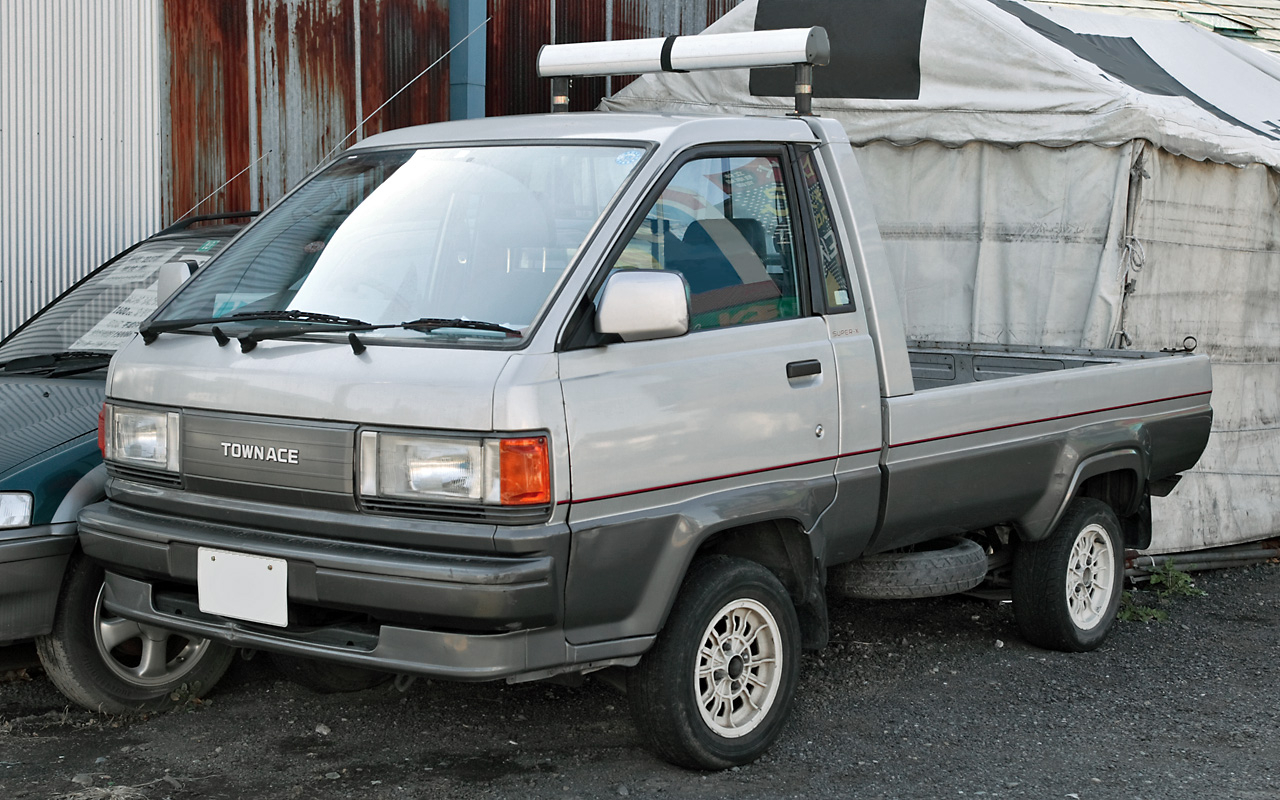
TownAce Truck 1986–1996
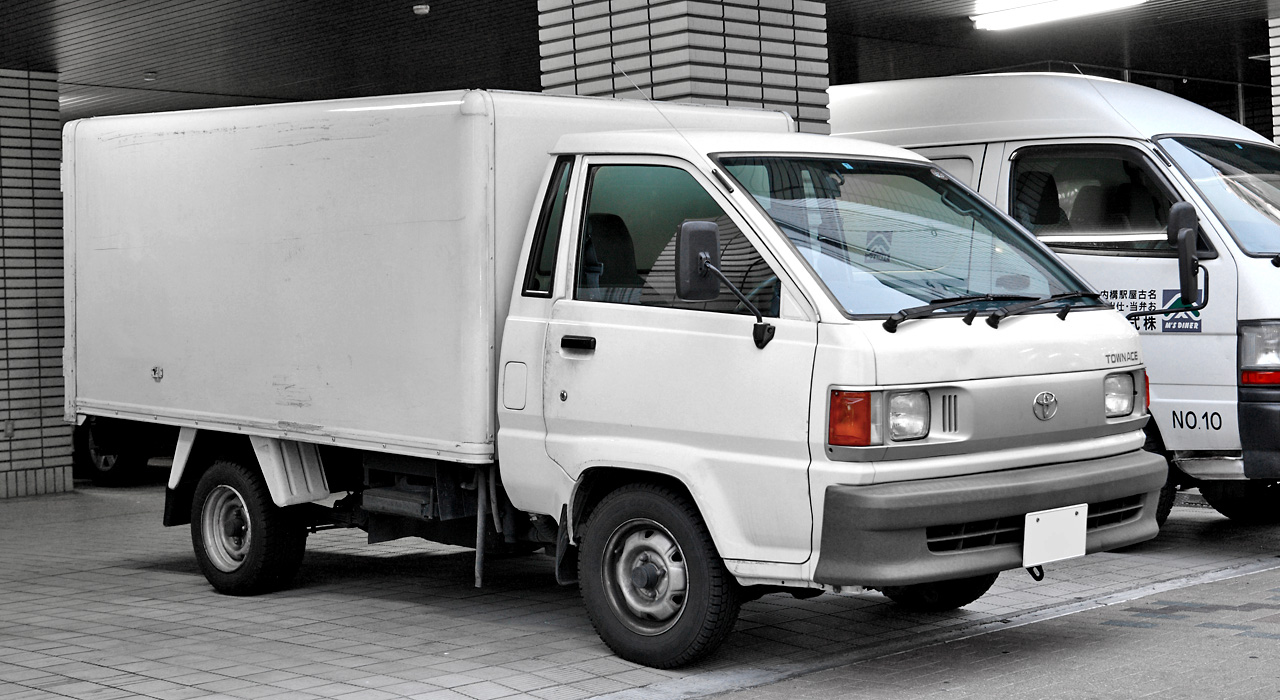
Facelift Truck 1996

## Toyota TownAce IV/Toyota MasterAce Surf und Daihatsu Delta Wagon (1992–1996)

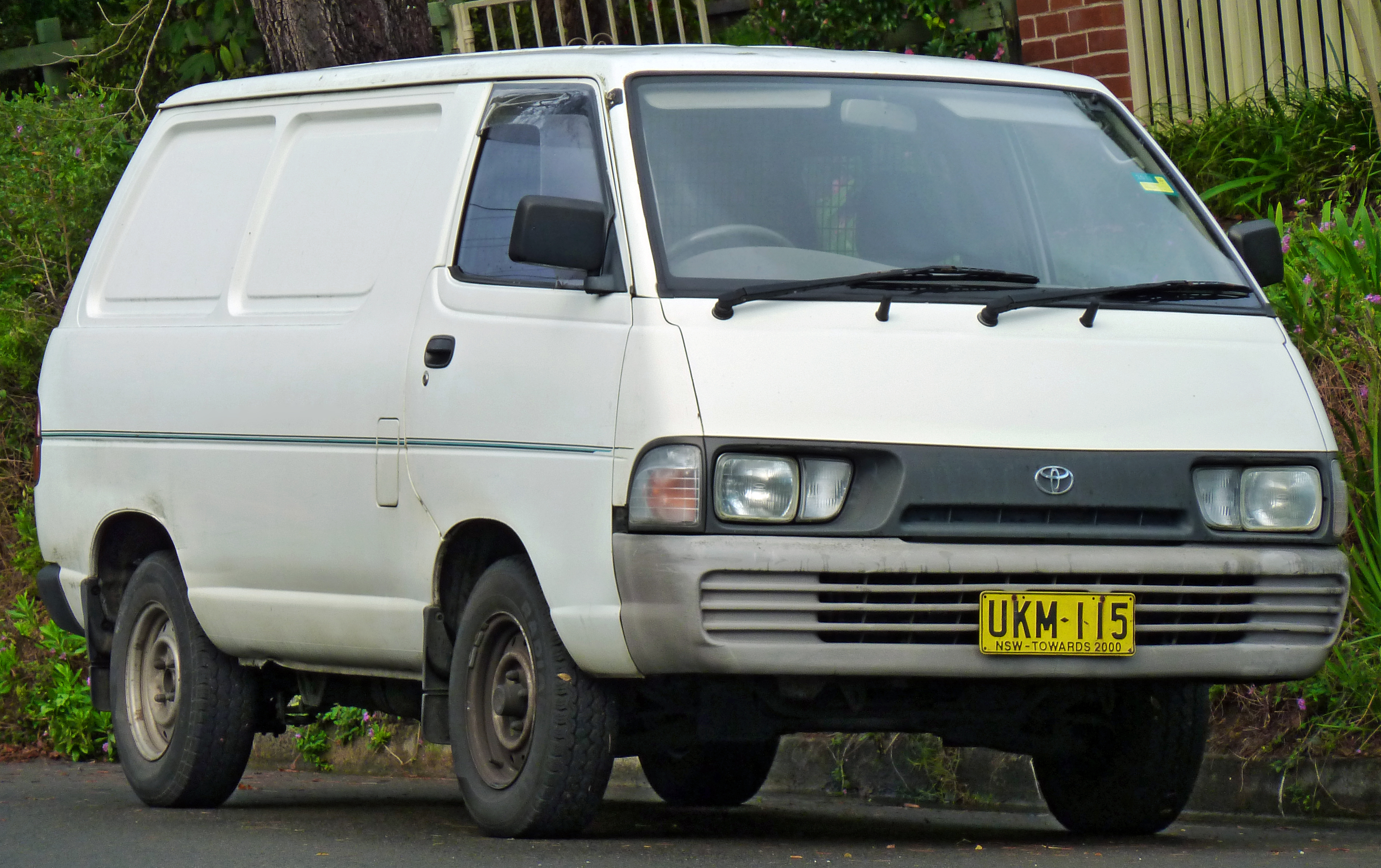
TownAce Van

Im Januar 1992 erfolgte die Einführung der 4. Generation wieder als höherwertige Ausstattung des LiteAce. Lediglich der Van, nun als MasterAce Surf unterschied sich äußerlich durch umfangreiche Panoramaglasscheiben im Dach, wurde aber im Export nach Europa als LiteAce angeboten. Der LiteAce wurde ab 1992 in Europa nur noch in kleineren Märkten wie Österreich, Schweiz, den Beneluxländern und den nordischen Ländern angeboten.
Nun gab es keine Lenkstockschaltung mehr, Servolenkung war nun serienmäßig, Antiblockiersystem optional erhältlich. Die Motoren waren vorerst die gleichen, jedoch serienmäßig mit Katalysator. Der Truck basierte weiterhin auf dem Vorgänger.
Im August 1993 wurde die Leistung des Turbodiesel auf 65 kW (88 PS) erhöht, und die Dual-Klimaanlage gehörte beim MasterAce Surf nun zum Serienstandard. Im August 1995 entfielen die Benzinmotoren aufgrund der verschärften Abgasvorschriften, und es erfolgten kleine Modernisierungen. ABS wurde nun serienmäßig im MasterAce Surf verbaut.
1996 gab es das umfangreich ausgestattete Sondermodell Birthday Limited anlässlich des 20. Jahrestages des Konzepts Luxus Van.

## Toyota TownAce V 1996–2007, Toyota TownAce Noah und Daihatsu Delta Wagon 1996–2001
1996 erschien die 5. Generation TownAce. Es handelte sich nun wieder um eine speziell ausgestattete Version des Toyota LiteAce. Der Van wurde nun als TownAce Noah vermarktet und auch wieder als Daihatsu Delta Van und Wagon produziert. Daihatsu war nun auch für die Produktion zuständig.
Die Modellreihe war nun bedeutend kleiner als die Vorgänger, da der Hauptkonkurrenten in Japan nun der Nissan Largo war. Motoren waren nun der 3S-FE-Typ-Benzinmotor mit 96 kW (130 PS) und der 3C/3C-T Dieselmotor mit Direkteinspritzung bei gleicher Leistung. Der Motor wurde vertikal angeordnet und trieb über eine Kardanwelle die Hinterräder an. Optional war auch wieder Allradantrieb erhältlich. Serienmäßig besaß der TownAce Fahrer- und Beifahrerairbag und Servolenkung, der TownAce Noah darüber hinaus ABS, elektrische Fensterheber, Zentralverriegelung mit Fernbedienung und Navigationssystem. Zudem gab es wieder die in Japan beliebte Lenkradschaltung.
Im Januar 1998 gab es geringfügige Verbesserungen und leichte Überarbeitung der Front beim TownAce Noah/Delta und es erfolgte eine Leistungssteigerung der Dieselmotoren.
1999 erhielt auch der TownAce ein neues Frontdesign. Der LiteAce Truck, welcher noch auf der 3. Generation basierte, erhielt eine umfassende Überarbeitung wurde nun aber nicht mehr als TownAce Truck produziert.
Im November 2001 wurde die Produktion des TownAce Noah und des Daihatsu Delta Van/Wagon zugunsten des Toyota Noah eingestellt.
2003 erfolgte ein weiteres leichtes Facelift mit veränderter Front.
2004 erhielten die Motoren eine Überarbeitung aufgrund schärferer Abgasnormen. Die Dieselmotoren wurden nun mit NOx-Speicherkatalysatoren ausgestattet.
Ab 2005 verfügten alle Versionen über ABS.
Im Juni 2007 wurde die Produktion eingestellt.

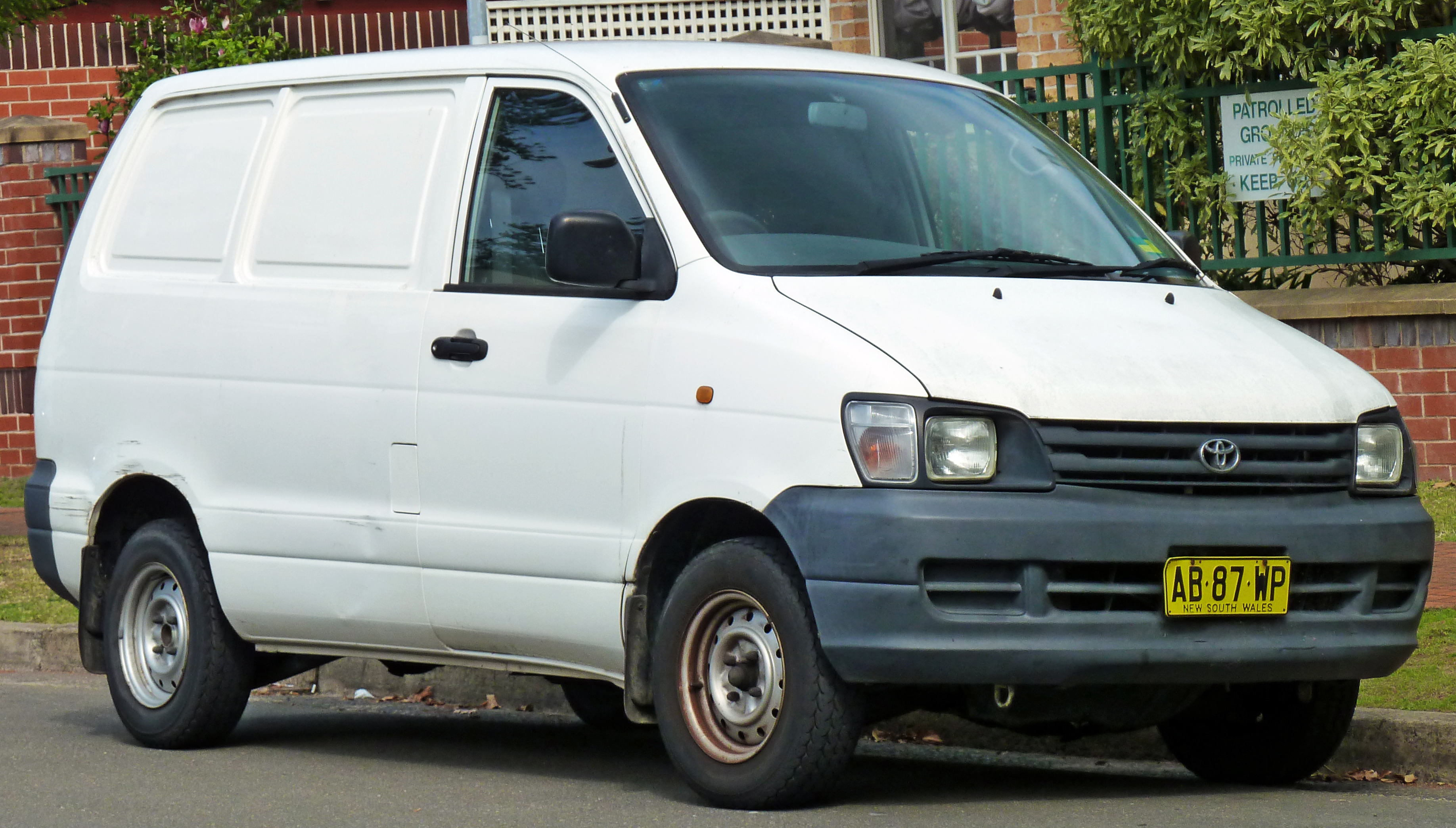
TownAce 1996–1999
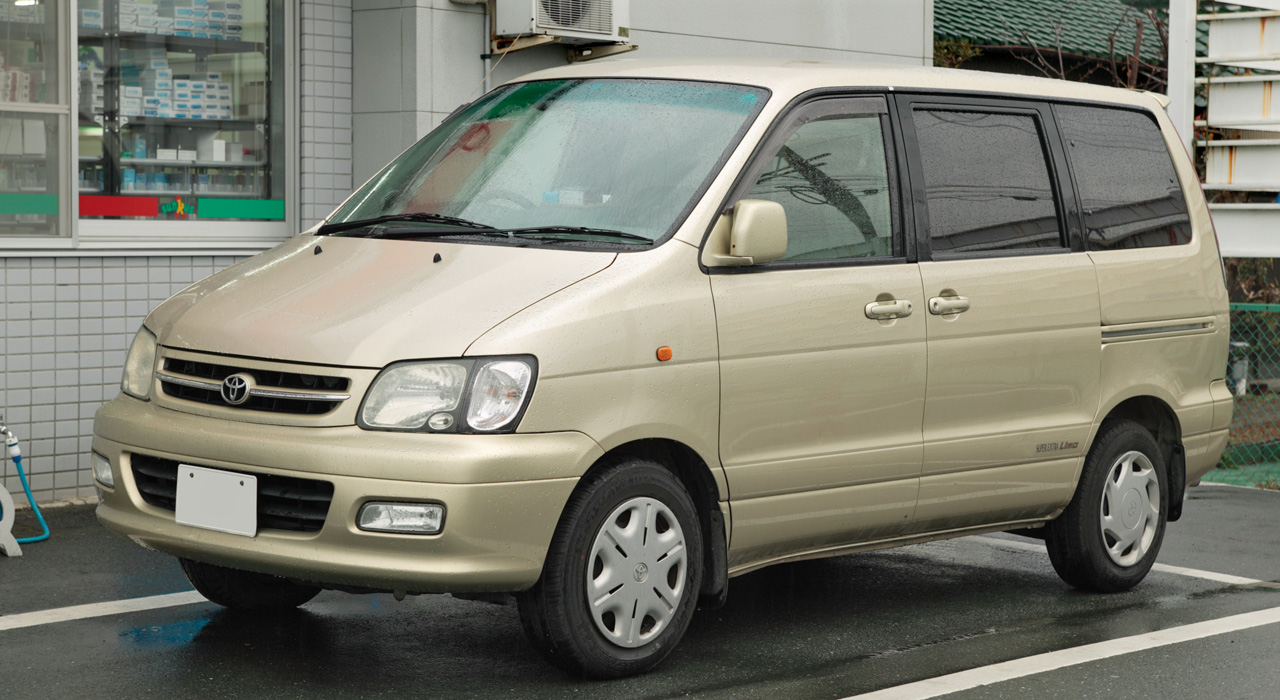
Toyota TownAce Noah 1998–2001
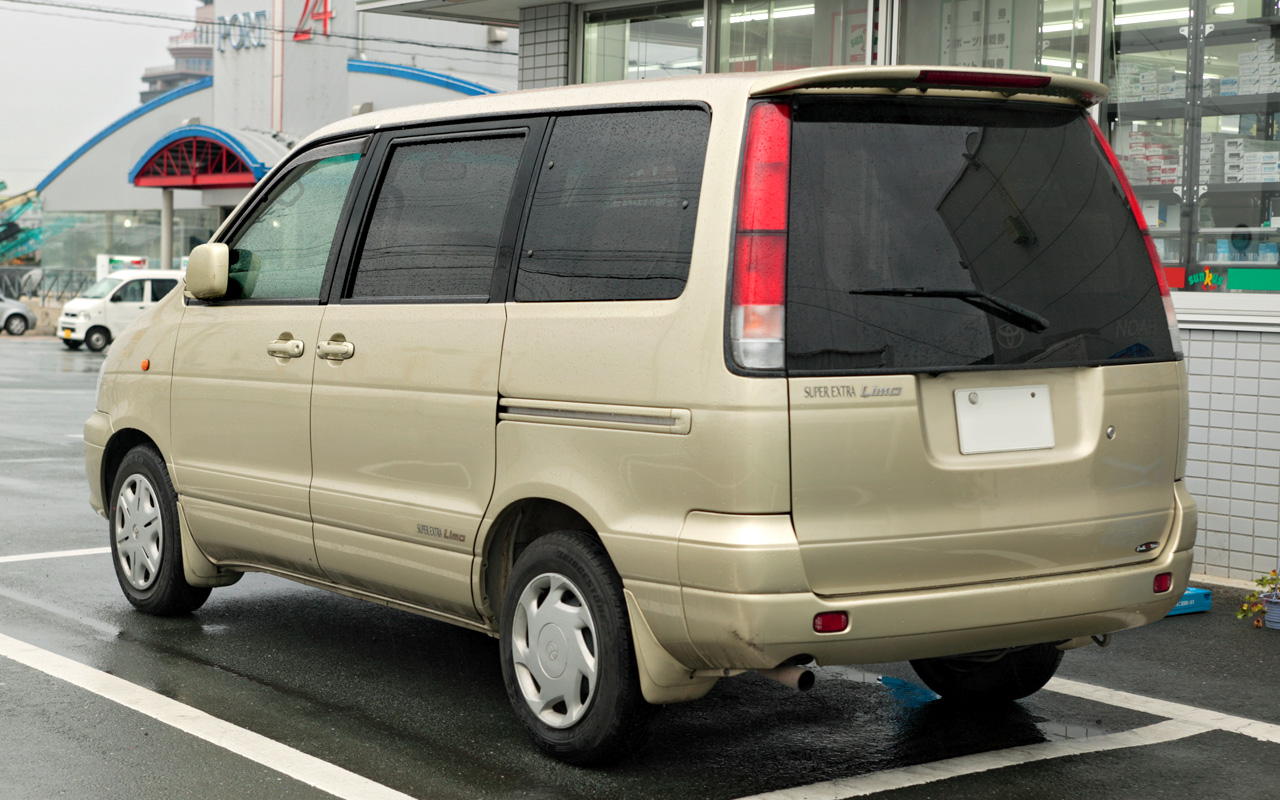
Toyota TownAce Noah 1998–2001 Heckansicht
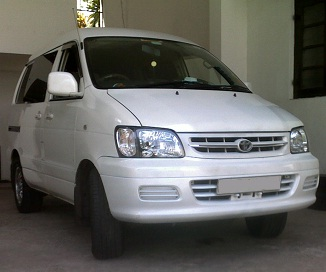
TownAce 1999–2003
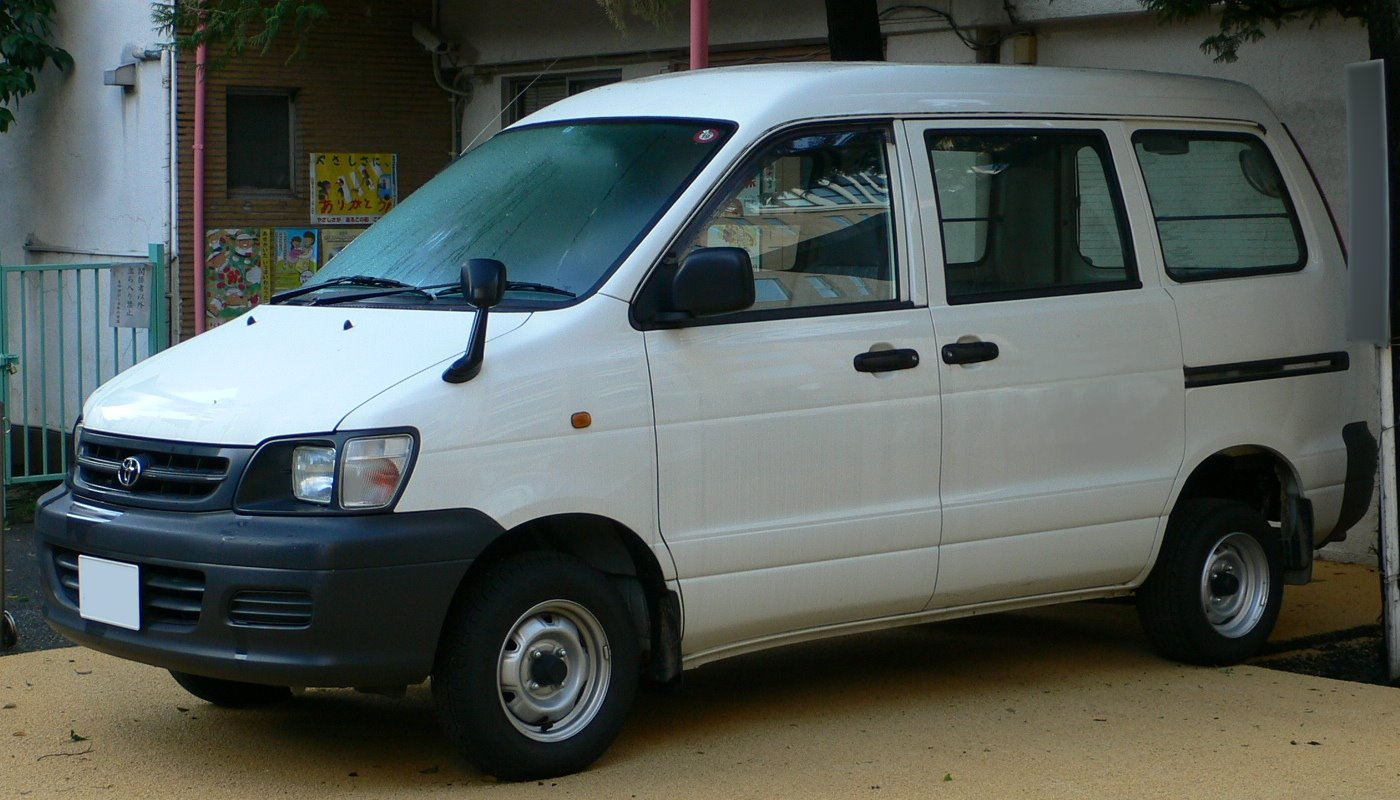
TownAce 2003–2007
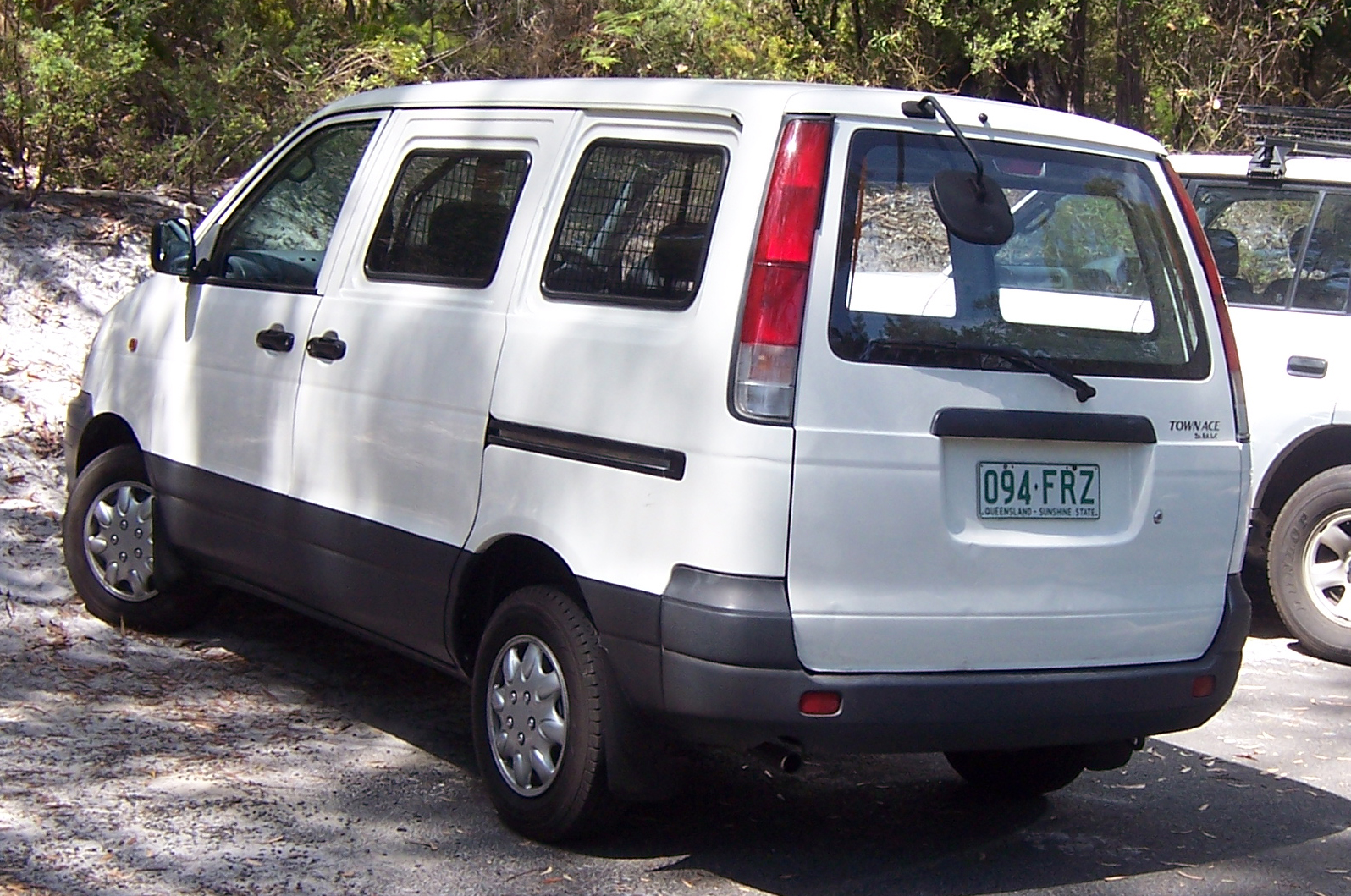
Heckansicht

## Toyota TownAce VI seit 2008
Seit Januar 2008 wird die 6. Generation produziert, die mittels Badge-Engineering auf dem Daihatsu Gran Max basiert und auch von Daihatsu in Indonesien gebaut wird. Wie bei den meisten Vorgängermodellen ist der TownAce nur die höherwertige Ausstattung des baugleichen LiteAce.
Als Antrieb fungiert, unter dem Beifahrersitz platziert, der Daihatsu-Motor „Astra“. Hierbei handelt es sich um den Typ VE 3SZ-1.5L DOHC mit VVT-i-Einspritzung. Gegenüber dem Vorgänger gab es zunächst nur Hinterradantrieb und wie bei diesem ab 2001, wird auch kein Van-Modell mehr gebaut. Neben dem 3-sitzigen Truck und Kastenwagen ist noch ein 3- oder 6-sitziger Kombi erhältlich. Serienmäßig sind zwei Schiebetüren und optional Hochdach für Kombi / Kastenwagen erhältlich. Die maximale Nutzlast beträgt 750 kg, im Kastenwagen 800 kg und beim Truck 1000 kg. Damit liegen die Dimensionen auf Höhe der Einführung des LiteAce I 1970. Der TownAce wurde ursprünglich ja als spezielles Angebot für Privatkunden des Toyota MiniAce eingeführt, da der MiniAce für die gewerblichen Kunden durch die zu geringen Dimensionen und rückständige Technik nach Erscheinen des LiteAce uninteressant geworden war. Mit dem Toyota Pyxis wurde dann ein Modell eingeführt mit den Dimensionen des MiniAce.
Seit Juli 2010 ist auch wieder Allradantrieb optional verfügbar.

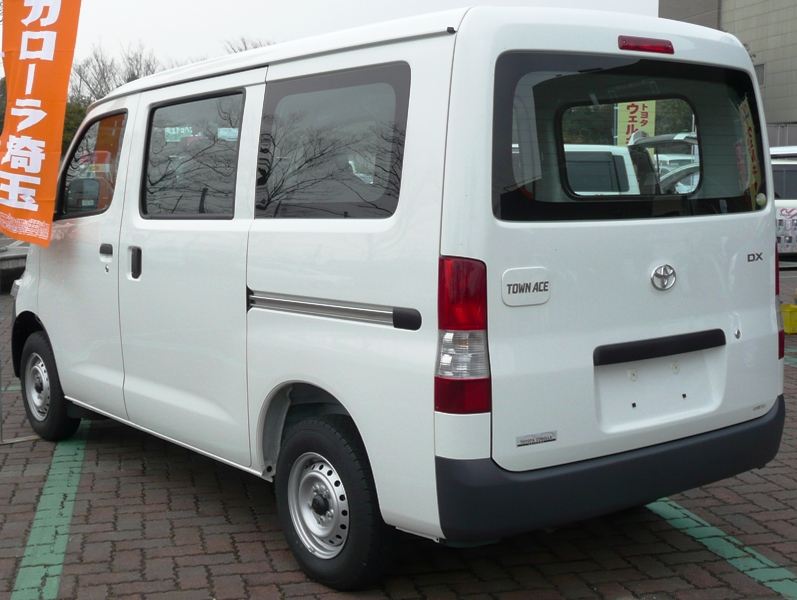
Heck
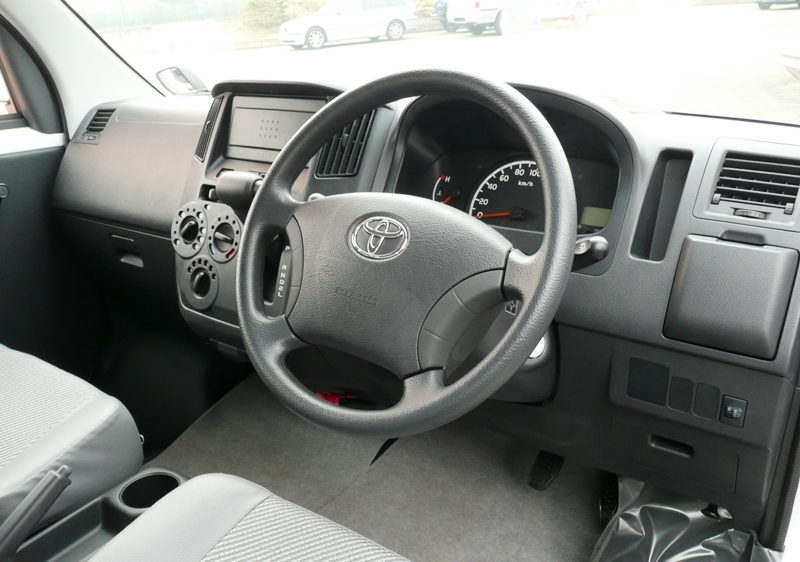
Armaturenbrett
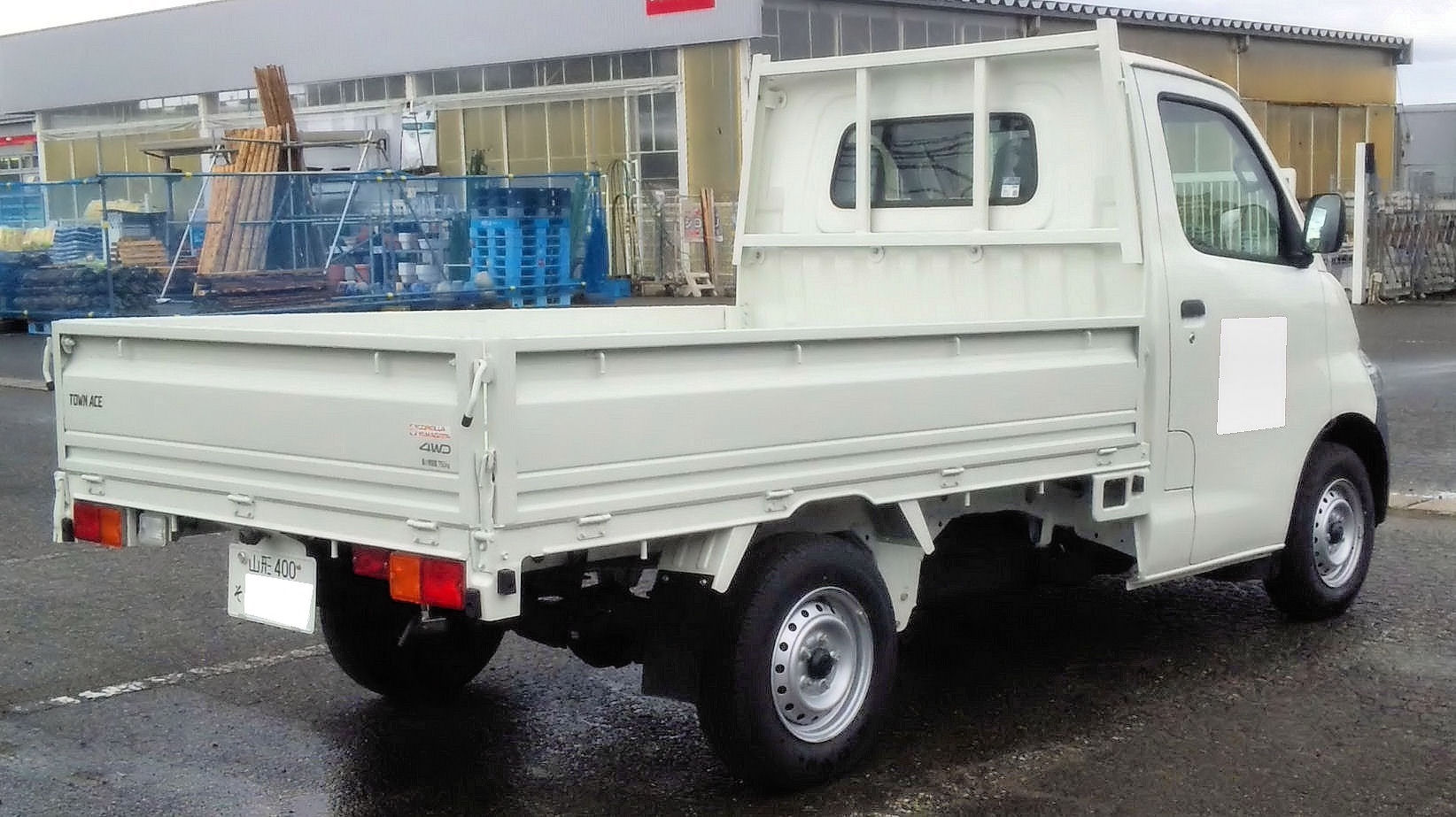
TownAce Truck